# Aeroport Internacional de Rodes-Diàgores
L'Aeroport Internacional de Rodes-Diàgores" (en grec: Κρατικός Αερολιμένας Ρόδου, "Διαγόρας") o Aeroport Internacional Diàgores (codi IATA: RHO, codi OACI: LGRP) és un aeroport situat a la zona oest de l'Illa de Rodes a Grècia. La instal·lació es troba al nord del poble de Paradisi, a 14 km al sud-oest de la capital, Rodes. L'Aeroport Internacional de Rodes va ser el quart aeroport més utilitzat a Grècia el 2016, amb 5.007.159 passatgers.

## Història

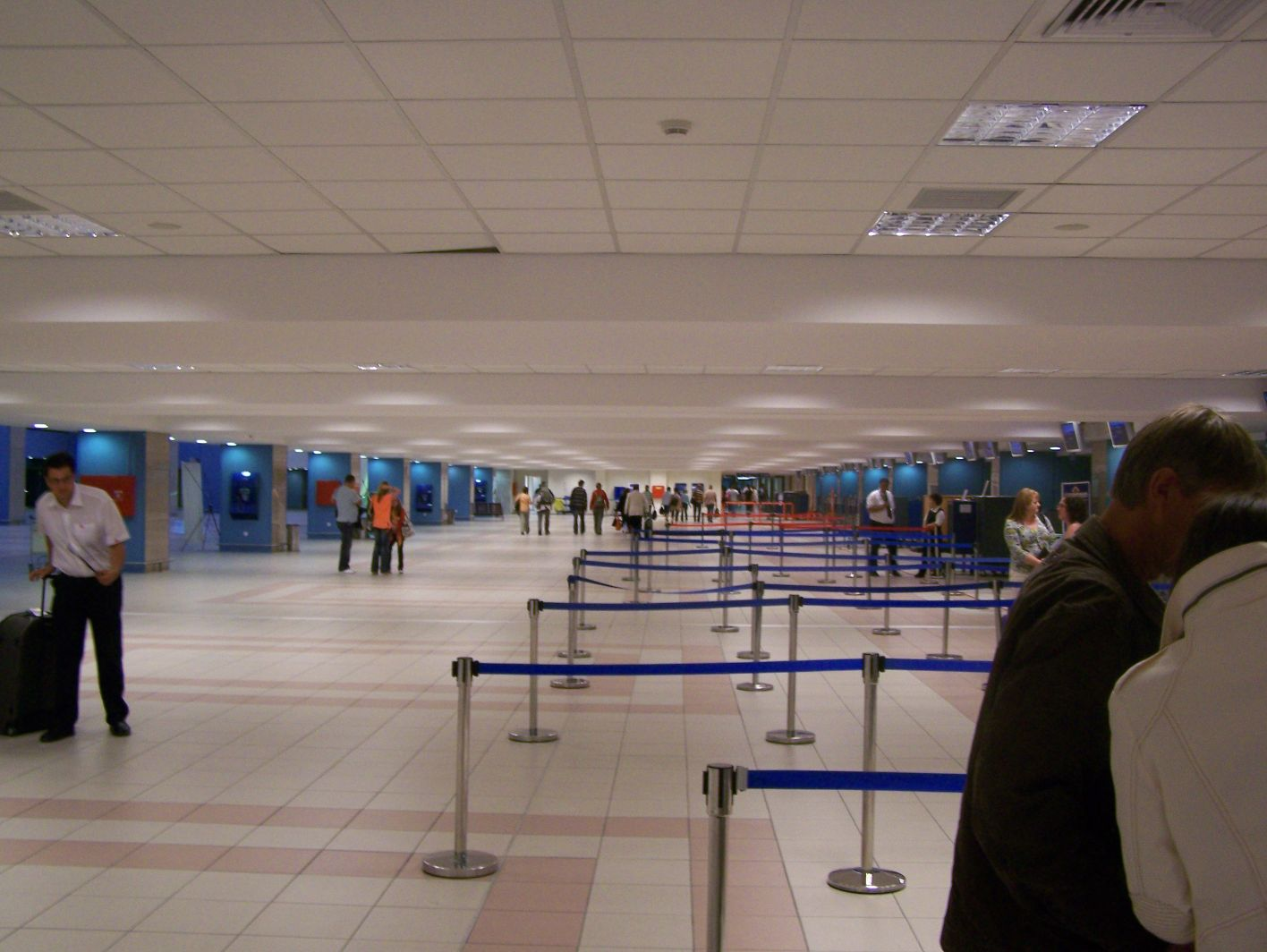
Check-in a l'aeroport de Rodes

L'aviació civil a Rodes va començar després de la Segona Guerra Mundial, al proper aeroport de Rodes-Maritsa d'ús militar.
Aquest va ser l'aeroport principal de l'illa fins al 1977, quan es va obrir el nou aeroport internacional de Rodes. Hi havia una gran necessitat d'una nova instal·lació, ja que el 'vell' aeroport Maritsa no complia les necessitats d'un aeroport civil modern. El nou aeroport "Diàgores" va ser construït el 1977. Es va decidir que, en aquest emplaçament, milloraria les necessitats de l'illa.
Es van realitzar millores a l'aeroport, com l'expansió dels carrers de rodatge, plataformes i edificis aeroportuaris. L'actualització més recent és una nova terminal de passatgers, inaugurada el 2005, per donar cabuda a la creixent quantitat de vols xàrter i passatgers. Actualment, l'aeroport abasten una superfície total de 60.000 m²
El 2015, l'aeroport de Rodes es va tancar durant 14 hores, ja que va aparèixer un forat a la pista. Es van desviar els vols a Atenes i la pista d'aterratge va ser arreglada i reoberta poc després.
El desembre de 2015 es va finalitzar la privatització de l'aeroport internacional de Rodes i altres 13 aeroports regionals de Grècia amb la firma de l'acord entre l'empresa conjunta Fraport AG/Copelouzos Group i el fons de privatització estatal. "Hem signat avui l'acord," va declarar el cap de l'agència de privatització de Grècia HRADF, Stergios Pitsiorlas. Amb l'acord, l'empresa conjunta opera els 14 aeroports (inclòs l'aeroport internacional de Rodes) durant 40 anys a partir de la tardor de 2016.